# Cây sáo thần
Cây sáo thần (tiếng Đức: Die Zauberflöte, phát âm [ˈdiː ˈt͡saʊ̯bɐˌfløːtə] ⓘ) là một vở nhạc kịch có kí hiệu K. 620 gồm hai chương của soạn giả Wolfgang Amadeus Mozart, được công diễn lần đầu tại nhà hát Theater auf der Wieden (Viên) vào ngày 30 tháng 9 năm 1791..

## Lịch sử

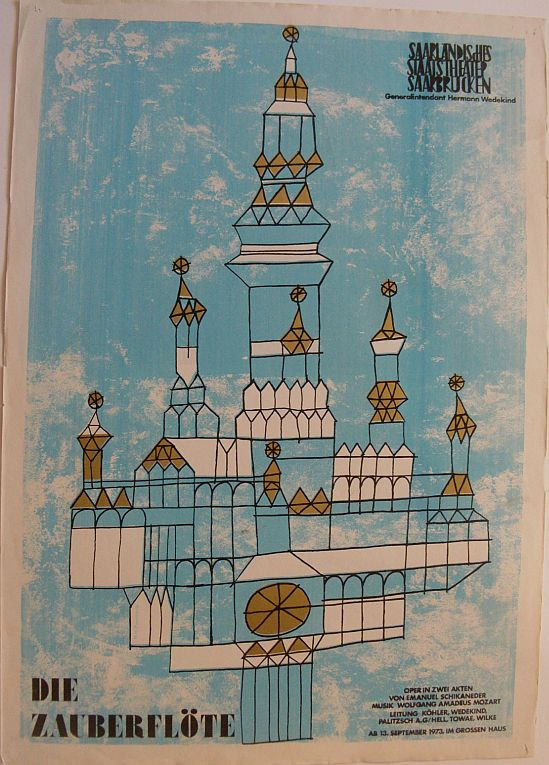
Trang bìa một ấn bản.

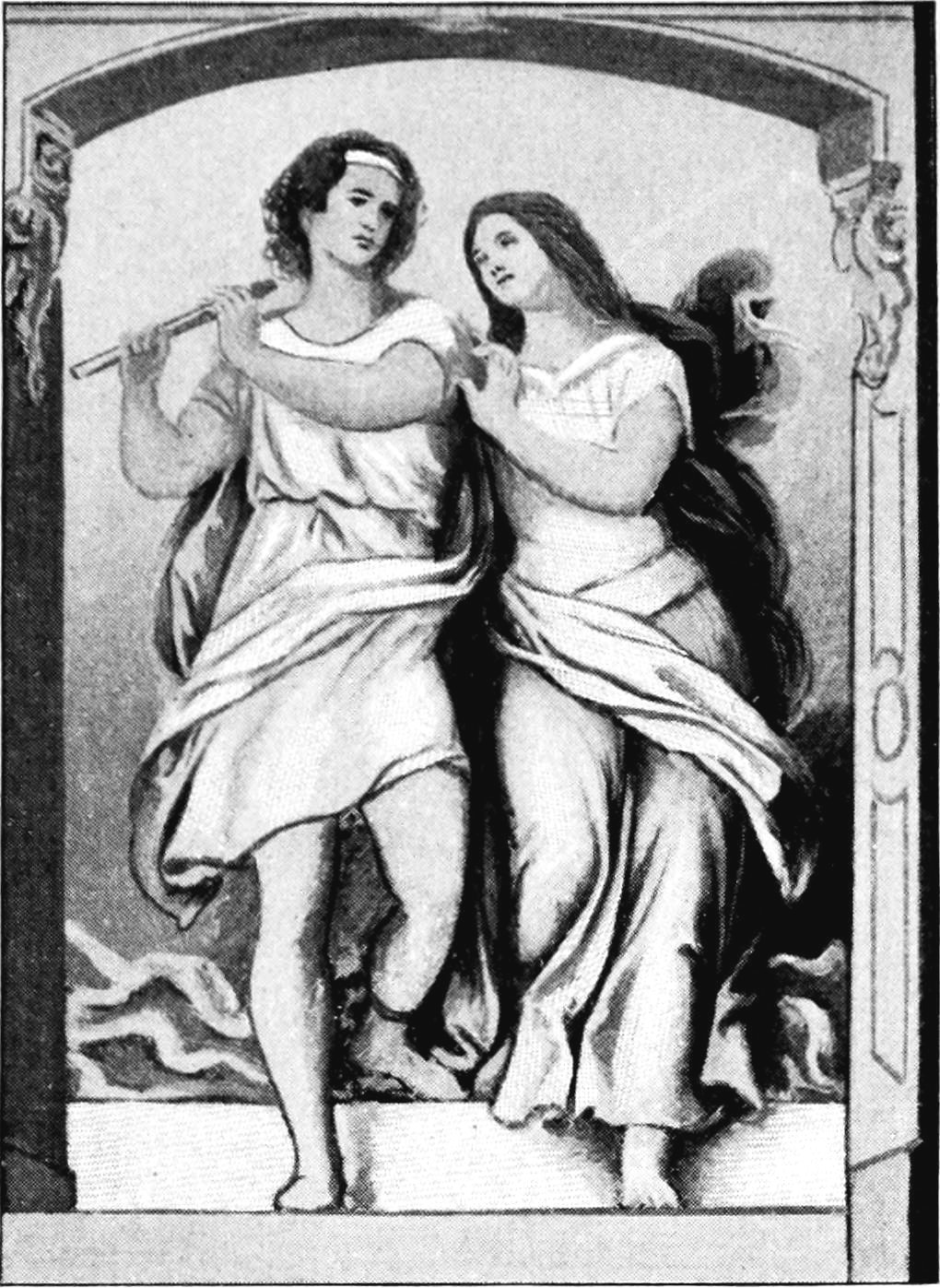
Tamino và Pamina.

Wolfgang Amadeus Mozart soạn vở nhạc kịch Cây sáo thần vào năm 1791, đây là trứ tác được Mozart yêu chuộng nhất và do chính tác giả chỉ huy dàn nhạc hai tháng trước khi ông từ biệt cõi đời. Kịch bản được khai thác từ một huyền thoại của Vilande (1733 - 1813), với bối cảnh chính là Ai Cập cổ đại vừa lãng mạn, vừa hoang sơ, vừa cổ kính.
Vở nhạc kịch cuối đời của Mozart này còn được học giới coi là cách thể hiện ý tưởng cải cách mạnh hơn nữa. Sau Cách mạng Pháp 1789, tư tưởng "bình đẳng, tự do, bác ái" lan truyền rộng khắp Âu châu khiến hoàng đế Áo Leopold II lo ngại tung ra chiến dịch đàn áp mạnh mẽ, bản thân Mozart đã từng bị nghi tham gia Hội Tam Điển và bị quản thúc. Về mặt âm nhạc, lần đầu tiên ông đã tạo được hệ thống chủ đề và âm hình dàn nhạc theo sát những chuyển động nhanh trong phần kịch, mỗi nhân vật được khắc họa rõ tính cách thông qua chủ đề âm nhạc, và toàn bộ dàn nhạc đã được huy động tối đa để nâng đỡ từng giọng ca, tạo nền cho mỗi nhân vật, và hòa tấu cùng dàn hợp xướng thành một khối âm thanh mạnh nhưng mềm mại, lớn nhưng uyển chuyển, đánh dấu một bước chuyển rõ rệt trong nghệ thuật sử dụng hợp xướng và dàn nhạc, một cách mạng về "công nghệ" kiến tạo nghệ thuật và tư tưởng thời kỳ đó. Sự cách tân mạnh mẽ của Cây sáo thần không những đã gây tranh cãi trong nghệ giới wien lúc đó, mà còn dư âm tới khá lâu sau, tới mức mà Goethe, thi hào Đức, phải thốt lên: "Phải có kiến thức để hiểu được giá trị của kịch bản và tác phẩm đó, không thì sẽ phủ nhận nó".
Về phần dàn nhạc, Mozart đã đưa những khúc hòa tấu nhỏ còn ở dạng tùy hứng đến với khuôn khổ và chính ông là người xác lập một dạng cấu trúc tác phẩm hoàn toàn mới vào thời đó, những bản concerto (hòa tấu giữa một nhạc cụ với dàn nhạc) viết theo hình thức sonata. Trong lĩnh vực nhạc hát, ông đã thể nghiệm loại ca khúc một người hát với phần đệm piano, khi đó rất mới lạ với công chúng và phải mất nhiều năm sau mới được phổ biến rộng rãi cho tới khi trở thành mẫu mực tới tận ngày nay, thể loại "ca khúc nghệ thuật".
Chịu ảnh hưởng âm nhạc của Haydn thời kỳ đầu, Mozart đã viết liền sáu bản tứ tấu cho đàn dây (1728 - 1785) với cấu trúc và tinh thần rất mới, mà sau này trở thành mẫu mực cổ điển cho thể loại tứ tấu đàn dây, không những thế, loạt tác phẩm còn được giới phê bình đánh giá là "sự phát triển của chủ nghĩa lãng mạn chân chính" và là "chiếc cầu nối với tâm hồn Schubert" thời kỳ sau. Cũng trong thời gian này, Mozart đã nghiên cứu và xác lập nên hai hình thức Fantasia và Rondeau, là cơ sở cho lý thuyết âm nhạc cổ điển sau này.
Cây sáo thần không phải thần thoại mà chỉ là những mẩu truyện được nối kết nhau không đầu không đuôi, nhiều khi khá là vô lý, thí dụ như vai Queen of the Night mới đầu tưởng là vai hiền, qua màn sau bỗng biến thành vai ác và cuối cùng bị quét vào bóng đêm. Chuyện thần tiên, dù khó tin là có thật, vẫn có cốt truyện đầu đuôi đàng hoàng, riêng Cây sáo thần thì không. Thành ra kể rõ cốt truyện Cây sáo thần là một điều khó làm vì nó thật là "tiền hậu bất nhất" giống thí dụ nói trên. Nhân vật thì muốn xuất hiện lúc nào cũng được, vai trò và tình cảm biến chuyển không rõ rệt, có tính cách khôi hài khá nhiều.
Một truyện hoang đường xảy ra ở một thành thị Ai Cập giả tưởng, với ba nhân vật chính là hoàng tử Tamino, anh chàng bắt chim Papageno và nàng công chúa Pamina, lệnh ái nữ hoàng Bóng Đêm. Papageno và Tamino được bà hoàng giao cho nhiệm vụ đi kiếm đem về cô Pamina, vốn bị ông kẹ Sarastro bắt đi. Bà hoàng cho Papageno một chùm chuông thần và Tamino một chiếc sáo thần. Trên đường đi hai anh gặp được ba em bé chỉ đường dẫn lối và khuyên bảo. Ông kẹ Sarastro hóa ra lại là người hiền, giáo chủ một phái có ngôi đền ánh sáng. Ông cho Tamino qua nhiều thử thách để chứng tỏ chàng là người đảm lược và có nhiều tình thương. Trong khi đó chàng Papageno đi loạng quạng đủ nơi, gặp tên  Monostatos đang trông chừng Pamina và nhất định ép uổng nàng. Papageno và tên Monostatos này giống như hề của vở tuồng, chẳng đóng góp gì cho lắm vào cốt truyện. Papageno chỉ thích được ăn ngon diện đẹp và có tình nương thì được toại nguyện, kiếm ra được nàng Papagena. Cuối cùng Tamino và Pamina được vào ngôi đền chiếu sáng, qua được thử thách vượt lửa và nước rồi được tôn vinh. Còn Monostatos thì cấu kết với Queen of the Night tính gây rối nhưng tất cả bị quét mất vào màn đêm.
Câu truyện lộn xộn cứ kéo dài suốt ba tiếng đồng hồ và hình như chỉ có mục đích làm cái phông để đưa ra những bài hát hay và những giọng hát đặc biệt, thí dụ như vai Queen of the Night phải là giọng "soprano coloratura", vai Sarastro phải là giọng bass thật trầm, vai ba em bé phải là giọng "soprano" của mấy em trai nhỏ chưa bể tiếng... Nội dung những bài hát thì có mục đích nói lên tâm trạng nhân vật cũng như đề cao  lòng can đảm, kiên trì, đạo đức và tình thương.

## Nội dung
Mở màn vở nhạc kịch là một khúc nhạc dạo đầu được Mozart sáng tác cuối cùng.
Cốt truyện chính xoay quanh những mặt đối lập và thống nhất giữa cái thiện và cái ác, giữa ngày và đêm, giữa đàn ông và đàn bà, giữa đam mê và ý chí... và để đến được với ái tình, cả Tamino và Pamina đều phải trải qua rất nhiều những thử thách khắc nghiệt. Đây là một huyền thoại không dành riêng cho sắc tộc, cá nhân hay xã hội nào, mà mang tính nhân bản sâu xa. Vở nhạc kịch không xây dựng những con người tốt hay xấu, mà các nhân vật trong đó đều có tính cách giao thoa giữa các mặt đối lập và thống nhất.
Trên đỉnh núi quạnh quẽ kia có vị vua đương hấp hối. Hành động cuối cùng của ngài là truyền lại Bảy Quầng Sáng Mặt Trời - nguồn gốc trí tuệ và quyền lực. Chầu quanh ngài có bà hậu - Nữ hoàng Bóng Đêm, lệnh ái Pamina, cùng Sarastro - đức giáo phụ.— Tựa

### Màn 1

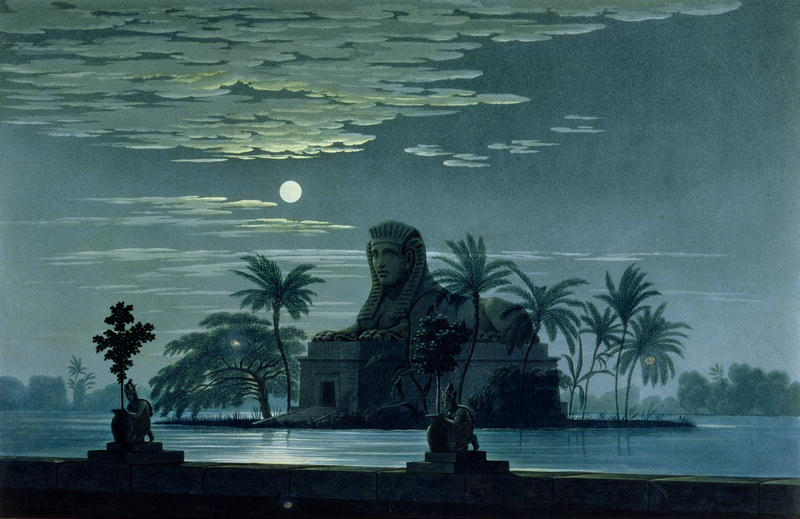
Xứ sở Bóng Đêm.

#### Cảnh 1: Miền hoang địa
Tamino, một hoàng tử khôi ngô bị lạc trong một vùng đất xa xôi hẻo lánh, bị truy đuổi bởi một con mãng xà và cầu xin các vị thần cứu lấy anh ta ("Zu Hilfe! Zu Hilfe!"). Hoàng tử ngất đi và ba người đàn bà, thị nữ của Nữ hoàng Bóng Đêm, xuất hiện và ra tay giết con mãng xà. Cả ba người đều ngưỡng mộ Tamino bởi anh rất đẹp trai và trẻ tuổi, vì thế mỗi người trong đều cố gắng thuyết phục hai người kia trở về kể lại cho bà chủ của họ về chuyện này. Sau cuộc tranh cãi, họ quyết định trở về cùng nhau ("Stirb, Ungeheuer, durch uns're Macht!").
Tamino tỉnh dậy, ngạc nhiên thấy mình vẫn còn sống, anh nghe thấy ai đó đang tiến đến và lặng lẽ. Papageno bước vào, mặc bộ quần áo lông chim. Ông ta kể về cuộc sống hạnh phúc của mình như một người đi bẫy chim, nhưng cũng than phiền về mong ước có một người vợ, hoặc ít nhất cũng là một người bạn gái ("Der Vogelfänger bin ich ja"). Tamino xuất hiện và tự giới thiệu với Papageno, người mà lúc đầu anh nghĩ đã giết chết con rắn. Papageno vui mừng nhận lấy lời khen ngợi - anh ta tuyên bố rằng đã bóp chết con quái vật bằng đôi tay trần của mình. Ba người đàn bà xuất hiện trở lại và thay vì một bữa ăn hàng ngày với rượu vang, những quả sung và bánh ngọt của anh ta, thì họ lại mang đến cho Papageno nước, hòn đá và ống khóa mà họ đặt trên miệng của ông ta như một lời cảnh báo về sự nói dối.
Họ kể với Tamino rằng họ đã giải cứu anh ấy thoát khỏi con rắn và đưa cho anh ta bức chân dung của cô con gái Pamina của Nữ hoàng Bóng Đêm. Ba người đàn bà biến mất; Tamino nhìn vào bức chân dung và yêu Pamina ngay từ cái nhìn đầu tiên.
Ba người đàn bà trở lại và nói với Tamino rằng Pamina đã bị bắt bởi Sarastro - người mà họ miêu tả là một tên ác quỷ với sức mạnh vô biên, và mẹ của cô ấy đã trông chờ rất lâu để có thể gặp lại cô ấy. Tamino thề rằng anh ấy sẽ giải cứu Pamina. Nữ hoàng Bóng Đêm xuất hiện và nói với Tamino rằng Pamina sẽ là vợ của anh ấy nếu anh ta có thể giải cứu cô ấy từ mụ Sarastro ("O zittre nicht, mein lieber Sohn"). Nữ hoàng rời đi và ba người đàn bà mở khóa miệng cho Papageno, cảnh báo ông ta không được nói dối thêm bất cứ lần nào nữa. Họ đưa cho Tamino một cây sáo thần, nó sẽ bảo vệ anh trên hành trình của mình và có thể biến chuyển nỗi buồn thành niềm vui. Họ nói Papageno phải đi cùng với Tamino để giúp anh ta thực hiện nhiệm vụ giải cứu của mình và đưa cho anh ta những chiếc chuông ma thuật để tự vệ - những chiếc chuông sẽ mang niềm vui to lớn đến bất kì ai nghe thấy âm thanh của nó. Ba người đàn bà cũng ban cho họ ba thiên thần, chúng sẽ là người hướng dẫn cho Tamino và Papageno đến ngôi đền của Sarastro. Tamino và Papageno khởi hành cùng nhau.

#### Cảnh 2: Trong một căn phòng ở lâu đài Sarastro
Pamina, tay bị trói và bị nô lệ của lôi vào trong phòng, rõ ràng là vừa cố gắng chạy trốn không thành. Monostatos, tên cai nô lệ, nhìn cô và cho rằng cô ta chính là sức mạnh của mình. Hắn ra lệnh cho nô lệ cởi trói cho cô và để họ ở lại cùng nhau. Papageno, do Tamino phái đi trước để giúp tìm Pamina, bước vào ("Du feines Täubchen, nur herein!"). Monostatos và Papageno đều giật mình sợ hãi vì trang phục của nhau và cùng bỏ chạy. Papageno quay lại thông báo cho Pamina biết rằng mẹ của cô ta đã nhờ Tamino đến đây để giải cứu cho cô. Pamina vui mừng khi biết được Tamino có tình ý với cô. Cô cảm thấy cảm kích và thông cảm đối với Papageno, người đã chờ đợi người vợ của mình suốt thời gian dài. Họ cùng nhau suy nghĩ về những niềm vui và nhiệm vụ thiêng liêng của tình yêu  ("Bei Männern welche Liebe fühlen").

#### Cảnh 3: Cánh rừng trước ngôi đền
Ba thiên thần dẫn Tamino đến ngôi đền của Sarastro, hứa rằng nếu anh ta vẫn kiên nhẫn, khôn ngoan và kiên định thì anh ta sẽ thành công trong việc giải cứu Pamina ("Zum Ziele führt dich diese Bahn"). Tamino vào bằng lối bên trái và bị ngăn cản bời một giọng nói từ bên trong. Và cũng tương tự như thế khi anh ta đi vào bằng lối bên phải. Nhưng từ lối vào ở giữa, một giáo sĩ xuất hiện và cho phép Tamino vào. Giáo sĩ nói với Tamino rằng Sarastro là một hiền nhân, không phải là phù thủy và rằng anh ta không nên tin lời của Nữ hoàng Bóng Đêm. Ông ta bỏ đi, nói rằng nếu Tamino đến ngôi đền với thiện chí, thì những nghi hoặc của anh sẽ được giải tỏa. Bên ngoài ngôi đền, Tamino chờ đợi đêm tối mau chóng kết thúc để tìm kiếm Pamina. Một giọng nói từ trong đền trấn an Tamino rằng Pamina vẫn còn sống. Tamino thổi chiếc sáo thần của mình. Các con thú xuất hiện và nhảy múa, mê mẩn trong tiếng sáo của anh ta. Tamino nghe tiếng tẩu thuốc của Papageno và vội vã đi tìm ông ta ("Wie stark ist nicht dein Zauberton").
Papageno và Pamina đang cố gắng tìm Tamino ("Schnelle Füße, rascher Mut") thì bị Monostatos và những nô lệ của hắn ta bắt lại. Papageno rung những chiếc chuông ma thuật, và Monostatos cùng với nô lệ của hắn bắt đầu nhảy múa, bị mê hoặc bởi vẻ đẹp của âm nhạc ("Das klinget so herrlich"). Papageno và Pamina nghe thấy âm thanh của đoàn tùy tùng của Sarastro. Papageno lo sợ và nói Pamina nghĩ cách để giải thích. Cô nói rằng họ phải nói sự thật. Sarastro bước vào, với một đám tùy tùng đi theo tung hô trí tuệ và sự công bằng của hắn ("Es lebe Sarastro!").
Pamina quỳ xuống dưới chân của Sarastro và thú nhận rằng cố ấy đang cố gắng trốn khỏi Monostatos vì sợ hãi sự quan tâm của hắn ta đối với cô. Sarastro chấp nhận lời nói của cô và đảm bảo với cô rằng hắn chỉ muốn cho cô được hạnh phúc. Nhưng hắn ta từ chối việc trả cô về với mẹ. Người mà hắn ta mô tả là một người phụ nữ kiêu căng, cứng đầu, và ảnh hưởng xấu tới những người xung quanh bà ta.
Monostatos đưa Tamino đến. Hai người yêu nhau nhìn nhau lần đầu tiên và ôm chầm lấy nhau trong sự phẫn nộ của đám tùy tùng của Sarastro. Monostatos nói với Sarastro rằng hắn ta đã bắt được Papageno và Pamina đang cố gắng trốn thoát và đòi hỏi được thưởng công. Tuy nhiên, Sarastro đã trừng phạt Monostatos vì tội ham muốn đối với Pamina và đuổi hắn ta đi. Sarastro tuyên bố rằng Tamino phải trải qua các cuộc thử thách trí tuệ để xứng đáng trở thành chồng của Pamina. Các linh mục tuyên bố rằng đức hạnh và sự tha thứ sẽ thánh hóa cuộc sống ("Wenn Tugend und Gerechtigkeit").

### Màn 2

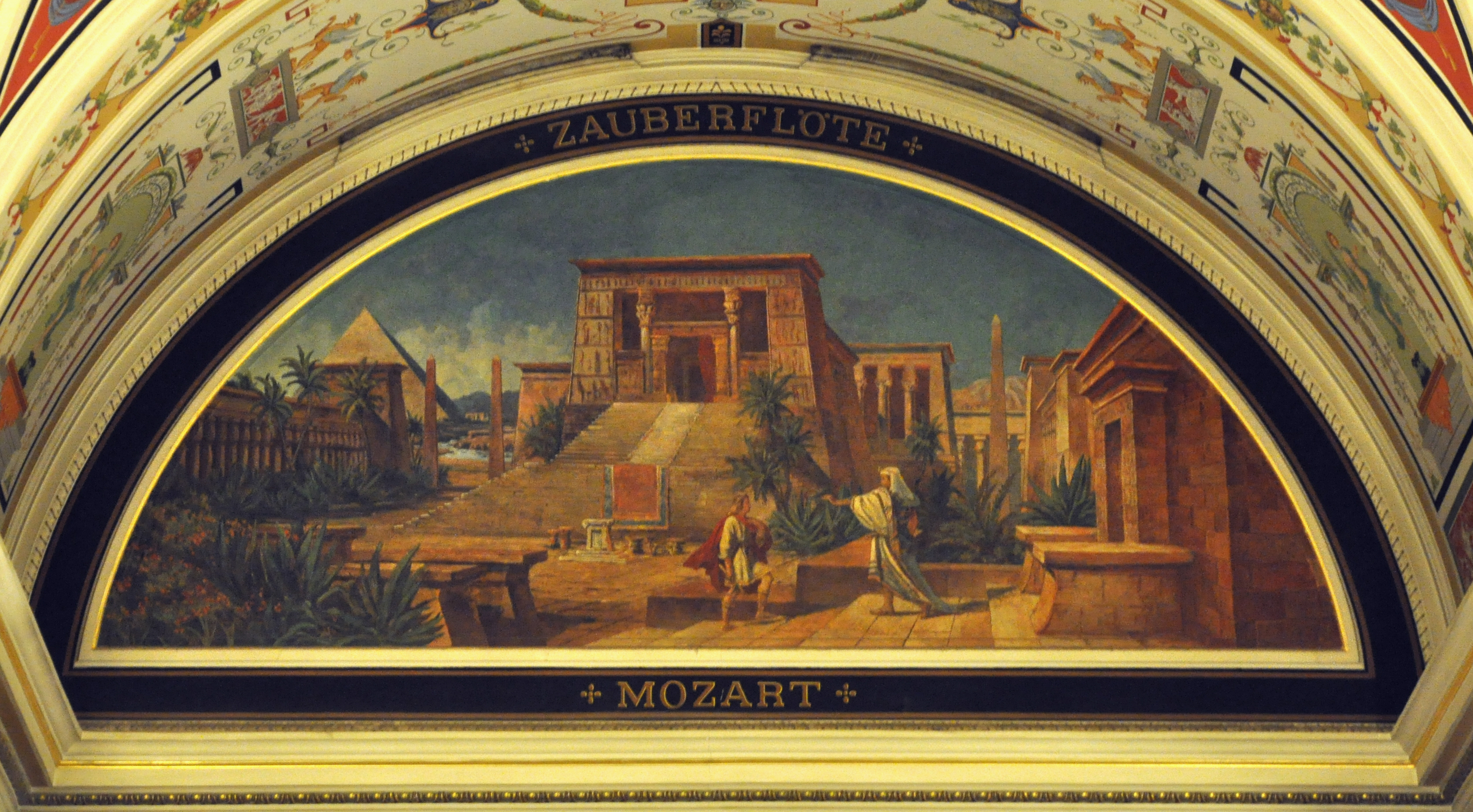
Lâu đài Sarastro.

#### Cảnh 1: Trong cánh rừng cọ
Sarastro nói với các linh mục Tamino được cử đến để bảo vệ Đền thờ Thông thái trước Nữ hoàng Bóng Đêm và được tưởng thưởng người vợ là Pamina và Pamina đã bị bắt cóc vì lẽ đó. Hoàng tử đang chờ các thử thách. Sarastro cầu khẩn thần Isis và Osiris bảo vệ Tamino và Pamina ("O Isis und Osiris).

#### Cảnh 2: Trong sân thần điện
Trong đền thờ, hoàng tử và Papageno bắt đầu thử thách đầu tiên – phải im lặng ("Bewahret euch von Weibertücken). Ba người đàn bà đi vào và dọa dẫm để buộc hai người phải lên tiếng. Papageno không kìm được và lên tiếng trả lời, nhưng Tamino vẫn không bị khuất phục, anh giận giữ bảo Papageno đừng nghe lời bọn họ và giữ im lặng. Thấy rằng không đánh bại được Tamino, ba người đàn bà phải rút lui.

#### Cảnh 3: Trong khu vườn
Pamina đang say ngủ. Monostatos tiến đến và nhìn cô đầy thèm muốn ("Alles fühlt der Liebe Freuden"). Khi hắn định hôn Pamina thì Nữ hoàng bóng đêm xuất hiện, hắn phải lánh đi. Pamina bảo Nữ hoàng là Tamino đã gia nhập bên Sarastro và cô định đi cùng anh, điều này khiến Nữ hoàng không hài lòng. Bà đưa Pamina một cây dao găm và buộc cô giết Sarastro bằng không sẽ bị bà chối bỏ ("Der Hölle Rache kocht in meinem Herzen"). Nữ hoàng bỏ đi và Monostatos quay trở lại đòi hỏi Pamina yêu hắn nếu không hắn sẽ khiến kế hoạch bị bại lộ. Sarastro tiến vào đuổi hắn đi. Pamina cầu khẩn Sarastro tha thứ cho nữ hoàng, ông trấn an Pamina rằng việc cái ác và sự trả thù không có chỗ trong ngôi đền của mình ("In diesen heil'gen Hallen").

#### Cảnh 4: Trong đại sảnh của thần điện
Tamino và Papageno vào và được yêu cầu tiếp tục giữ im lặng. Papageno than khát, một bà già mang đến một cốc nước cho hắn. Papageno trêu chọc bà già, hỏi rằng bà có người tình chưa. Bà già trả lời người tình của bà là Papageno và biến mất khi Papageno hỏi tên.
Ba thiên thần vào mang theo thức ăn, cây sáo thần và chuông thần do Sarastro gửi đến ("Seid uns zum zweiten Mal willkommen"). Tamino thổi sáo gọi Pamina hiện lên, cô cố nói chuyện với anh nhưng Tamino do giữ lời hứa im lặng nên không thể trả lời. Pamina cho rằng anh không còn yêu cô và rời đi trong tuyệt vọng ("Ach, ich fühl's, es ist verschwunden").

#### Cảnh 5: Kim tự tháp
Các giáo sĩ chúc mừng thành công của Tamino và cầu cho anh thành công và xứng đáng với dòng tu. Pamina được dẫn vào, Sarastro yêu cầu Pamina và Tamino tạm biệt trước khi đến với những thử thách lớn hơn.
Họ đi ra và Papageno đi vào. Các giáo sĩ ban cho y một cốc rượu và y tỏ ý muốn có một người vợ ("Ein Mädchen oder Weibchen"). Bà già lại xuất hiện và cảnh báo y nếu không hứa sẽ cưới bà thì sẽ bị giam cầm vĩnh viễn. Papageno thề sẽ yêu và trung thành với bà thì lúc đó bà già bỗng biến thành Papagena trẻ đẹp. Papageno muốn ôm lấy cô nhưng các giáo sĩ ngăn lại vì y chưa xứng đáng với cô.

#### Cảnh 6: Trong khu vườn
Ba thiên thần chào đón bình minh. Chúng trông thấy Pamina đang nghĩ đến việc tự sát vì cô tin rằng Tamino đã bỏ rơi mình. Ba thiên thần ngăn cô lại và đoan chắc tình yêu của Tamino dành cho cô ("Bald prangt, den Morgen zu verkünden").

#### Cảnh 7: Bên ngoài thần điện
Tamino được hai người mặc áo giáp dẫn vào. Anh phải trải qua thử thách cuối cùng: đi qua lửa và nước. Anh không còn phải giữ im lặng nữa. Pamina xuất hiện để đi cùng với anh và mang cho anh cây sáo thần ("Tamino mein, o welch ein Glück!). Sáo thần giúp đỡ họ đi qua lửa và nước mà không suy suyển. Các giáo sĩ đứng ngoài chúc mừng chiến thắng và mời họ tiến vào thần điện

#### Cảnh 8: Trong khu vườn
Papageno bị mất Papagena, định tự tử ("Papagena! Papagena! Papagena! Weibchen, Täubchen, meine Schöne") nhưng ba bé trai thiên thần ngăn y lại, nhắc y dùng chuông bạc ma thuật đòi lại người yêu. Papagena xuất hiện và đoàn tụ với y.

#### Cảnh 9: Miền hoang địa ban đêm
Nỗ lực cuối của Nữ hoàng Bóng Đêm là hứa gả con gái cho tên Monostatos, nếu được hắn giúp phá đền thờ ("Nur stille, stille"). Nhưng, ngày Nữ hoàng Bóng Đêm mất hết quyền lực đã điểm, trước khi chúng bước vào thần điện thì bị pháp thuật quét vào bóng đêm vĩnh cửu.

#### Cảnh 9: Thái dương thần điện
Bóng đêm qua đi, mặt trời đã mọc. Các linh mục ca ngợi lòng tốt và sự hiểu biết của Sarastro. Chim thú lại xuất hiện và nhảy múa dưới ánh mặt trời

## Ca khúc
C-1
- "Der Vogelfänger bin ich ja" (The birdcatcher am I) – Papageno, scene 1
- "Dies Bildnis ist bezaubernd schön" (This image is enchantingly beautiful) – Tamino, scene 1
- "O zittre nicht, mein lieber Sohn" (Oh, tremble not, my beloved son) – The Queen of the Night, scene 1
- "Bei Männern, welche Liebe fühlen" (In men, who feel love) – Pamina and Papageno (duet), scene 2
- "Wie stark ist nicht dein Zauberton" (How strong is thy magic tone) – Tamino, finale

C-2
- "O Isis und Osiris" (O Isis and Osiris) – Sarastro, scene 1
- "Alles fühlt der Liebe Freuden" (All feel the joys of love) – Monostatos, scene 3
- "Der Hölle Rache kocht in meinem Herzen" (Hell's vengeance boils in my heart) – The Queen of the Night, scene 3
- "In diesen heil'gen Hallen" (Within these sacred halls) – Sarastro, scene 3
- "Ach, ich fühl's, es ist verschwunden" (Ah, I feel it, it is vanished) – Pamina, scene 4
- "Ein Mädchen oder Weibchen" (A girl or a woman) – Papageno, scene 5
- "Pa–, pa–, pa–" – Papageno and Papagena, scene 10

## Nhân vật
- Tamino, hoàng tử (tenor)
- Papageno, thợ săn chim (baritone)
- Pamina, con gái của nữ hoàng Bóng Đêm (soprano)
- Nữ hoàng Bóng Đêm (soprano)
- Sarastro, pháp sư của Isis và Osiris (bass)
- Papagena (soprano)
- Monostatos, ngục giám người Moor (tenor)
- Lão pháp sư (bass)
- Ba cung nữ (2 soprano và một contralto)
- Ba thiên sứ (2 soprano và một contralto)

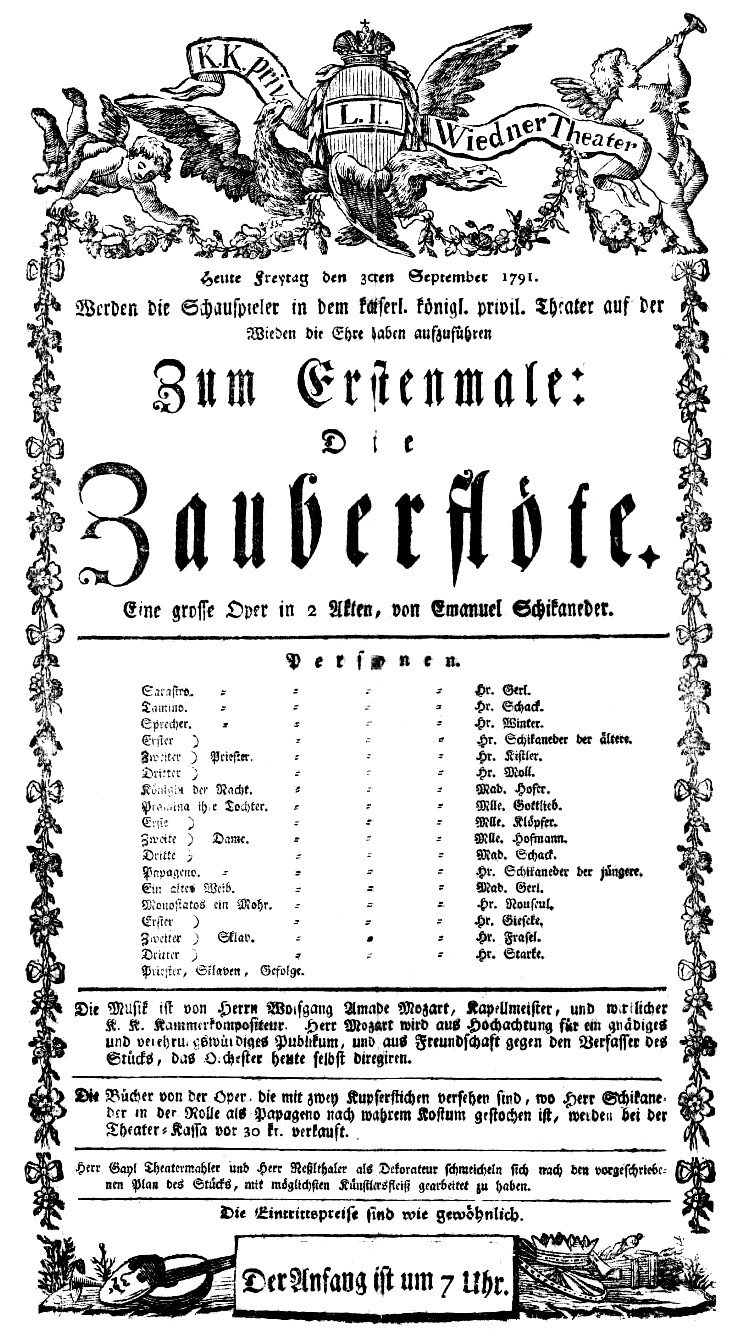
Ấn bản đầu tiên.

- Hai chiến binh (tenor và bass)
- Lão linh mục (bass)
- Thiếu linh mục (tenor)
- Ba linh mục (vai nói)
- Ba đày tớ (vai nói)

| Nhân vật                               | Kiểu giọng                  | Dàn diễn viên ra mắt, ngày 30 tháng 9 năm 1791 (chỉ huy dàn nhạc: Wolfgang Amadeus Mozart) |
| -------------------------------------- | --------------------------- | ------------------------------------------------------------------------------------------ |
| Tamino                                 | tenor                       | Benedikt Schack                                                                            |
| Papageno                               | baritone                    | Emanuel Schikaneder                                                                        |
| Pamina                                 | soprano                     | Anna Gottlieb                                                                              |
| The Queen of the Night                 | soprano                     | Josepha Hofer                                                                              |
| Sarastro                               | bass                        | Franz Xaver Gerl                                                                           |
| Three ladies                           | 3 sopranos                  | Mlle Klöpfer, Mlle Hofmann, Elisabeth Schack                                               |
| Monostatos                             | tenor                       | Johann Joseph Nouseul                                                                      |
| Three child-spirits                    | treble, alto, mezzo-soprano | Anna Schikaneder; Anselm Handelgruber; Franz Anton Maurer                                  |
| Speaker of the temple                  | bass-baritone               | Herr Winter                                                                                |
| Three priests                          | bass, tenor, speaking role  | Johann Michael Kistler, Urban Schikaneder                                                  |
| Papagena                               | soprano                     | Barbara Gerl                                                                               |
| Two armoured men                       | tenor, bass                 | Johann Michael Kistler, Herr Moll                                                          |
| Three slaves                           | 2 tenors, bass              | Karl Ludwig Giesecke, Herr Frasel, Herr Starke                                             |
| Priests, women, people, slaves, chorus |                             |                                                                                            |

## Ảnh hưởng
Cây sáo thần là vở nhạc kịch cuối cùng của Wolfgang Amadeus Mozart, hoàn thành năm 1791 - vài tháng trước khi ông tạ thế, trong hoàn cảnh nghèo nàn thiếu thốn. Ông mất chỉ hơn một tháng sau ngày vở opera được khai trương thành công vĩ đại, không được hưởng vinh quang và tiền bạc nó mang lại. Tác phẩm được coi như đỉnh cao của nghệ thuật singspiel (ca diễn), một loại hình opera đậm chất Đức. Trong vở này, Mozart đã pha trộn một cách hoàn hảo sự khúc triết của triết học, chất lãng mạn vốn có trong các tác phẩm của mình với một sự hóm hỉnh lí thú. Vở nhạc kịch đã chinh phục nhiều thế hệ khán giả và trở thành một trong những vở opera hay nhất thế giới và cũng là vở được đánh giá là hay nhất của Mozart. Ngay trong buổi biểu diễn đầu tiên, khán giả đã đón nhận nó một cách nồng nhiệt. Cây sáo thần đã mở con đường phát triển cho các vở opera lãng mạn Đức sau này, nổi bật có Ludwig van Beethoven, Carl Maria von Weber và Richard Wagner. Kể từ đầu lần công diễn, Cây sáo thần đã luôn luôn là một trong những tác phẩm được yêu thích nhất trong thể loại nhạc kịch, và hiện vẫn là tác phẩm được đánh giá đứng thứ tư trong các vở hí kịch được biểu diễn thường xuyên nhất trên thế giới.
Mặc dù không có bài giới thiệu về vở nhạc kịch trong buổi biểu diễn đầu tiên, nó đã ngay lập tức thể hiện rằng Mozart và Schikaneder đã đạt được một thành công lớn, nhà hát opera đầy khắp tất cả các chỗ ngồi và sau đó nó đã đạt hàng trăm buổi biểu diễn trong những năm 1790.— Maynard Solomon

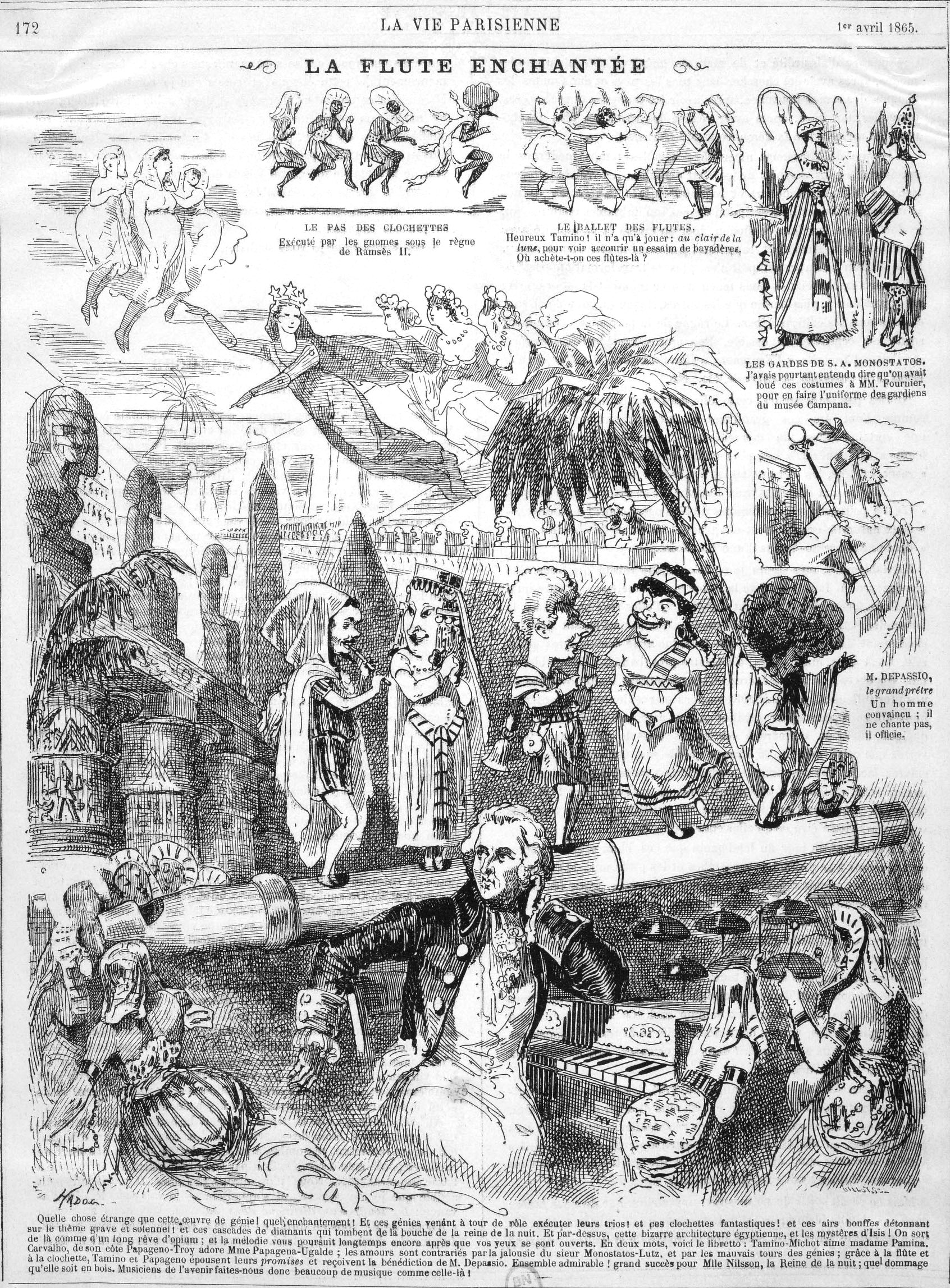
Press illustration for the opera La flûte enchantée, a French adaption of Mozart's Die Zauberflöte first produced at the Théâtre Lyrique in Paris on ngày 23 tháng 2 năm 1865.

Cả Mozart và Schikaneder đều là thành viên Hội Tam điểm. Trong libretto, ngay lập tức đã thấy điều bí ẩn và sự kết hợp giữa huyền bí tượng trưng với những ý tưởng và nghi lễ của Hội Tam điểm. Theo một trong những truyền thuyết, cái chết sớm của Mozart là do ông đã bị giết bởi các thành viên của Hội Tam điểm vốn không tha thứ cho những gì Mozart đã làm và do đó nhạo cười các nghi lễ của Hội Tam điểm trên sân khấu trong Cây sáo thần. Theo những người khác, Mozart không chế giễu Hội Tam điểm trong Cây sáo thần mà ca ngợi và nhà hát auf der Wieden chính là nơi đã đặt hàng nhạc kịch này. Tại buổi trình bày vở nhạc kịch ngày 30/9/1791, một số vai được diễn bởi chính các thành viên Hội Tam điểm (E. Shikadener - Papageno; K.L. Gizeke - người đầy tớ đầu tiên vv...).
Pháp sư được đặt tên Sarastro vốn là hình thức đặt tên kiểu Ý của Zoroaster, người được các nhà Tam điểm tôn kính như nhà hiền triết cổ đại, nhà ảo thuật và nhà chiêm tinh. Truyền thuyết Babilon muộn truyền đến được tới ngày nay theo cách thức của Hy Lạp cho thấy, Zoroaster là một trong những người thợ xây đầu tiên xây dựng các tháp nổi tiếng ở Babilon. Ở Ai Cập, hình mẫu này liên quan đến tín ngưỡng thờ Isis và chồng là Osiris. Trong opera, truyện xảy ra ở Ai Cập cổ đại, trên bờ sông Nile bao quanh bởi những cọ, kim tự tháp và đền dành riêng cho sự thờ Isis và Osiris.
Nhạc kịch diễn ra cùng các biểu tượng Bộ Ba (ba cung nữ, ba ngôi đền, ba thiên sứ, ba đày tớ). Ba ngôi đền được chạm khắc những cái tên trên bức tường thực sự tượng trưng cho đạo đức tông giáo Zoroastrian: Nghĩ tốt, may mắn, phước lành, ba cụm từ thường được khắc trên các bức tường của đền Zoroastrian. Các linh mục được cai trị bởi nhà ảo thuật Sarastro thờ Isis và Osiris. Biểu tượng "ba" này trong âm nhạc là hợp âm ba trong khúc dạo lặp ba lần. Và tất nhiên, chủ đề chính của vở opera là ra khỏi bóng tối tinh thần bước vào miền sáng thông qua sự hiến dâng. Đó chính là ý tưởng của Tam điểm.
Ngoài ra, còn có một tính hai mặt đối lập giữa thiện và ác, trong đó, theo học thuyết Zoroastrian, thiện sẽ thắng và điều đó không xung khắc niềm tin Tam điểm. Đại diện cho các lực lượng của cái ác là Nữ hoàng Bóng Đêm. Đại diện cho các lực lượng của trí tuệ và thần thánh là ảo thuật gia Sarastro. Các thử thách trong opera với hoàng tử cho thấy các thử thách của Zoroastrian. Một trong những thử thách xảy ra bên trong kim tự tháp. Trong bối cảnh các công trình kiến trúc còn có các hành động khác và đúng lúc, các kim tự tháp cũng là biểu tượng Tam điểm truyền thống.
Đặc biệt, âm nhạc của Cây sáo thần đậm tính dân gian, rõ hình thức hài kịch Đức. Sự phong phú bất tận của những hình thức âm nhạc, từ ca khúc giản đơn đến những cấu tạo phức điệu. Mỗi một đoạn nhạc trong vở đều trở thành những bản nhạc rất hay và được các nghệ sĩ đơn ca biểu diễn thường xuyên trong các chương trình hòa nhạc. Chính vì vậy, Cây sáo thần đã được tất cả các kịch viện lớn trên hoàn cầu như La Scala (Ý), Bolshoy Theatre (Moskva)... biểu diễn.
Toàn bộ tác phẩm của Mozart cố phản ánh tư tưởng tiến bộ trong thời ông sống, thời đại ánh sáng, thời đại của sự động viên con người: Hãy can đảm dùng vốn hiểu biết của mình để tạo dựng một niềm tin bất tận vào sự tất thắng của ánh sáng và chân lý. Trong âm nhạc của Mozart, người thưởng thức thấy rõ một sắc màu nổi trội là tính trữ tình nhưng không ảm đạm đau buồn; những tâm trạng bối rối, kịch tính nhưng lại toát lên một phong thái yêu đời, khát khao về một cuộc sống nhân văn.